# Oak Lake
Oak Lake är en ort i Kanada.   Den ligger i provinsen Manitoba, i den sydöstra delen av landet, 1 900 km väster om huvudstaden Ottawa. Oak Lake ligger 433 meter över havet och antalet invånare är 359.
Terrängen runt Oak Lake är platt, och sluttar norrut. Trakten runt Oak Lake är nära nog obefolkad, med mindre än två invånare per kvadratkilometer.. Det finns inga andra samhällen i närheten. 
Trakten runt Oak Lake består till största delen av jordbruksmark.